# Johannes Hentschel
Johannes Hentschel, född 10 maj 1908 i Berlin, död 27 april 1982 i Achern i dåvarande Västtyskland, var en tysk mekaniker och elektriker. Han var från 4 juli 1934 anställd som chefselektromekaniker för Adolf Hitlers bostäder i Gamla rikskansliet i Berlin.
Från mitten av april 1945 var han ensam ansvarig för maskinrummet i Führerbunkern. Han fortsatte sitt arbete med att hålla elgeneratorerna i gång långt efter att Hitler begått självmord och merparten av bunkerns invånare flytt, detta för att fältsjukhuset ovanför i rikskansliets källarutrymmen erfordrade livsviktig el och vatten.
Hentschel greps av röda armé-soldater då rikskansliet föll i ryska händer och hölls i fängsligt förvar fram till den 4 april 1949.